# Нововладимировка (Березнеговатский район)
Нововладимировка (укр. Нововолодимирівка) — село в Березнеговатском районе Николаевской области Украины.
Основано в 1812 году. Население по переписи 2001 года составляло 699 человек. Почтовый индекс — 56217. Телефонный код — 15168. Занимает площадь 2,004 км².

## Местный совет
56217, Николаевская обл., Березнеговатский р-н, с. Нововладимировка, ул. Молодёжная, 3